# Povstání v horním Pojizeří (1945)
Dne 3. května 1945 vypuklo v horním Pojizeří (v západním Podkrkonoší) ozbrojené povstání proti Nacistům. Povstání sice bylo v následujících dnech z větší části potlačeno, zejména ve městech, ale rozsáhlou venkovskou oblast s podhorským lesnatým terénem se už Němcům pod kontrolu dostat nepodařilo. Vzhledem k blížící se Rudé armádě začaly německé úřady postupně předávat moc místním revolučním národním výborům. Povstání pak definitivně skončilo 10. května příjezdem 31. a 52. armády 1. ukrajinského frontu Rudé armády.

## Průběh povstání

### Chuchelna
Povstání začalo ráno v obci Chuchelna nedaleko Semil. Nákladní auta s německými vojáky přijela pro část uložené vojenské výstroje do skladiště v bývalé továrně. Místní občané společně s partyzány ze skupiny Michaila Šulajeva je zde ale obklíčili a odzbrojili. Poté vytvořili ozbrojené hlídky, přerušili telefonní spojení, obsadili nepřátelské opěrné body a vybudovali na silnicích zátarasy z poražených stromů a sloupů. Zpráva o povstání se poté šířila do okolních měst a obcí, v nichž začaly postupně pracovat revoluční národní výbory (RNV).
Skupina povstalců pod vedením poddůstojníka československé armády ve výslužbě Petra Vondry, přestrojeného za listonoše, vyrazila na Riegrovu chatu na Kozákově, kde měla německá armáda pozorovatelnu letecké hlásné služby. Přemohli a odzbrojili německou posádku a získanou výzbroj pak převezli do obce.
Němci se dostali přes zátarasy do Chuchelny až 5. května. Partyzáni a odbojáři se stáhli před přesilou z Chuchelny na Lhota (blízká osada) a okolních lesů. Ze strachu před německou odplatou uprchly také některé rodiny. Němci v okolí Chuchelny několik lidí zastřelili. Zdejší povstalecká skupina se pak účastnila akcí na jiných místech oblasti, např. v Turnově a u Mříčné.

### Semily
Zpráva o povstání se dostala nejdříve do Semil, kde skupina odbojářů v čele se štábním kapitánem Antonínem Wohlmuthem ihned začala jednat s Němci o předání okresního úřadu do rukou revolučního okresního národního výboru (ONV). Vojenský velitel okresu Wohlmuth (krycí jméno: Dobromysl) před polednem poslal rozkaz k zahájení povstání i do okolních měst a obcí. Povstalci následně obsadili všechny úřady a továrny ve městě a zajistili komunikace. Krátce po poledni vnikli do rozsáhlého objektu nedaleké továrny Zittwerke v Řekách, kde zajistili ve zbrojnici větší množství zbraní.
Po půlnoci ze 4. na 5. května byly ale Semily obsazeny novými německými jednotkami, a proto se někteří členové revolučního ONV raději stáhli do okolních lesů k partyzánům. Antonín Wohlmuth byl spolu s několika dalšími zatčen a vyslýchán, ale již odpoledne byli všichni propuštěni. Ve městě pak současně pracovali česká i německá civilní správa i vojenská velitelství. 6. května se pak německá jednotka stáhla do továrny Zittwerke a moc v Semilech prakticky převzal revoluční národní výbor. Sedmého května pak německá posádka i němečtí civilisté město opustili. Transport byl ale přepaden partyzány v Hájích nad Jizerou a další část u Mříčné a část německých vojáků byla zajata.

### Vysoké nad Jizerou
3. května ve dvě hodiny odpoledne přijeli autem před radnici ve Vysokém nad Jizerou úředníci revolučního ONV Semily v čele s poručíkem Ladislavem Kocourkem, vyhledali tamního úředníka Františka Chaloupského a ustavili revoluční národní výbor pod jeho vedením. RNV obsadil místní poštu, nechal zatknout osoby provinilé proti národní cti a převzal do svých rukou bývalou Kramářovu vilu, v níž byla politická škola NSDAP. Škola byla evakuována a zde nalezené zbraně zabaveny. Jeden český občan padl u celnice na protektorátní hranici mezi Vysokým a Sklenařicemi, když se pokoušel odzbrojit strážného a zničit celnici.
Nedaleké německé jednotky umístěné v Rokytnici a Jablonci nad Jizerou byly o situaci ve městě  informovány a druhý den v ranních hodinách Vysoké obsadily. Po obsazení města zde příslušníci Hitlerjugend zastřelili devět civilistů. Poté byl ve městě vyhlášen výjimečný stav a hlídky Volkssturmu (německé domobrany) a Hitlerjugend procházely městem a kontrolovaly občany až do 7. května, kdy odpoledne město opustily.

### Plavy a okolí
Do Plavů, které byly mnichovským diktátem v roce 1938 připojeny k říši, ve čtvrtek 3. května odpoledne dorazil posel z Držkova a oznámil, že odtud skupina občanů postupuje na hranice a že jim místní mají jít vstříc. Poté co byli odzbrojeni celníci na hranici, občané Plavů odzbrojili místní německé četníky a Volkssturm sídlící v továrně. Místním byly rozdáno malé množství zbraní a postaveny stráže. Poté bylo obsazeno nádraží a poštovní úřad ve Velkých Hamrech. Pozdě večer dva motocykly jednotek SS projely přes hranici a zahájily palbu na hlídku u celnice, jeden občan padl.
Ráno 4. května Němci vyslali z Tanvaldu obrněný vlakový vůz a Plavy byly opět obsazeny německými četníky, Volkssturmem a gestapem. K represím ale nedošlo. Příslušníci Volksturmu a jednotek SS poté zaujali bojové pozice na výšinách podél protektorátní hranice. Celá jednotka povstalců se zbraněmi ustoupila z Plavů a Haratic za hranice do Vlastiboře, kde se připojila k rusko-české partyzánské skupině Konstantin v čele s Konstantinem Žukovským a Janem Jarošem. Z partyzánů a odbojářů z blízkých vesnic byly sestaveny úderné čety, které podnikaly akce na různých místech v oblasti.
V pondělí 7. května Němci překročili hranice směrem k Držkovu, ale zahájená palba je donutila k ústupu. Úderná skupina povstalců pod vedením Konstantina poté obsadila Plavy a postupovala dále do Velkých Hamrů, kde došlo u sokolovny ke střetu s oddílem SS a místním silným Volkssturmem. Na pomoc přišla také nádražní četa z Železného Brodu. Po těžkých bojích, které pokračovaly i druhý den, byly Velké Hamry osvobozeny.

### Železný Brod
V Železném Brodě začali místní 3. května strhávat a zamazávat německé nápisy a vývěsní štíty. Místním velitelem odboje byl major Rudolf Hásek (krycí jméno: Sklář), který byl stejně jako Wohlmuth napojen na majora Karla Cermana z odbojové skupiny Krystal, velitele oblasti Sever. Vzhledem k velmi silné německé posádce major Hásek upřednostňoval vyjednávání před násilným povstáním. Přesto došlo k několika přestřelkám na železnobrodském nádraží a k odzbrojení Němců v sousedních vesnicích (rozkaz k zahájení revoluce byl rozeslán do okolí spojkami na motocyklech). Také byla vytrháním kolejí přerušena železniční trať.
S povstalci vyjednával velitel tamní německé posádky generál von Stubenrauch, německé vojsko se  stáhlo do kasáren a obyvatelstvo bylo vyzváno ke klidu. Dohody o kapitulaci se podařilo dosáhnout až 6. května. Součástí podmínek měl být i volný odchod generála Stubenraucha, s tím ale nesouhlasili partyzáni a zajali ho. Ostatní němečtí vojáci byli dopraveni na sudetskou hranici.
V pondělí 7. května ráno vyslala německá posádka z Turnova do Železného Brodu několik spojek.   Potom, co se žádná z nich nevrátila, Němci vyslali obrněný vůz a nákladní auto s vojáky. V Malé Skále  místní obyvatele donutili, pod hrozbou zničení celé vesnice, odstranit zátarasy ze silnice. Chvíli předtím, než mělo dojít ke střetu s Němci dorazila do Železného Brodu partyzánská četa poručíka Jaroše z Vlastiboře, vyzbrojená automatickými puškami a pancéřovými pěstmi. Za jejich pomoci se útok podařilo odrazit a německou jednotku zničit.

### Lomnice nad Popelkou
Okolo půl třetí odpoledne došla do Lomnice nad Popelkou telefonická výzva, aby se Lomnice připojila k povstání. Skupina odbojářů rychlou akcí odzbrojila a zajala místní Němce, zajistila přístupové cesty a přerušila železniční trať. Připojili se k nim také partyzáni ukrytí v lesích na horách Tábor, Kozlov a Kumburk. Občané se začali shromažďovat na náměstí, vyvěšovat prapory a odstraňovat německé nápisy. Nebyla ale včas obsazena místní pošta, z které byla odeslána zpráva o situaci ve městě do Jičína.
Gestapo a vojsko z Jičína po čtvrté hodině ráno Lomnici obsadilo. Na náměstí postavili kulomety a hlídky ve městě i v okolí stříleli po mužích. Další občané jsou zatýkáni. Potom Němci vyhlásili stanné právo, zakázali shromažďování, nikdo nesměl bez povolení do města ani ven. V sobotu 5. května dopoledne byli na náměstí demonstrativně popraveni tři účastníci povstání. Večer ale dostávají Němci z Jičína rozkaz k návratu. Velitel je potřebuje tam, protože po volání Českého rozhlasu o pomoc má obavy, že by se ozbrojené nepokoje mohly přenést i do Jičína.

### Turnov
Když se do Turnova donesla zpráva o povstání, lidé se začali shromažďovat na náměstí, ale místní německá pohotovost v odpoledních hodinách náměstí několikrát vyklidila a vyhlásila zákaz nočního vycházení. Přítomnost silné německé posádky v kasárnách a na nádraží, včetně rychlopalných děl, byla stálou hrozbou proti otevřenému vystoupení odbojových skupin a národního výboru. Přesto se na domech začaly objevovat československé vlajky a místní obchodníci a živnostníci začali sundávat nebo zamazávat německé nápisy.
Napětí se stupňovalo až do 5. května, kdy po snaze odzbrojit německou hlídku došlo k přestřelce před místní spořitelnou a následně začal boj o most přes řeku Jizeru. Aby Němci neměli mezi sebou spojení, zaměstnanec pošty spálil pojistky čísel německých telefonů. Pod tlakem silné německé čety museli povstalci ustoupit postupně až na Hrubý Rohozec. Před polednem bylo vyhlášeno příměří do šesté hodiny večer a vyjednáváno o odzbrojení německé posádky. Vyjednávání ale nebyla úspěšná. Povstalci ovládali okraje a okolí města.
6. května večer přijela směrem od Jičína početná německá kolona. Němečtí vojáci vtrhly do Turnova a za pomoci letadel, která ostřelovala pozice povstalců, je vytlačily z většiny města. Německá jednotka byla ale neukázněná a pod vlivem alkoholu střílela po dětech a rabovala v obchodech. V noci část německého vojska odjela. Ve městě se dodržoval klid pod hrozbou velitele německé posádky, že bude město bombardováno a za každého mrtvého Němce bude zabito 10 Čechů. Sedmého května německá posádka zajala místní policii a četnictvo jako rukojmí. Skrz město projížděly stále další německé kolony, ustupující směrem od Liberce. Ke kapitulaci německé posádky zde došlo až 9. května.

### Další místa
K povstání se 3. května připojila dále města Jilemnice, Rovensko pod Troskami a Nová Paka a také řada dalších menších obcí.